# Mikkel Mac
Pas d'image ? Cliquez ici
Mikkel Mac Jensen (né le 18 décembre 1992) à Nykøbing Falster au Danemark est un pilote de course automobile danois qui participe à des épreuves d'endurance aux mains de voitures de Grand tourisme dans des championnats tels que l'European Le Mans Series ainsi que les 24 Heures du Mans,.

## Palmarès

### Résultats aux24 Heures du Mans
| Année | Écurie         | Copilotes                        | Voiture                | Classe   | Tours | Pos. | Class Pos. |
| ----- | -------------- | -------------------------------- | ---------------------- | -------- | ----- | ---- | ---------- |
| 2016  | Formula Racing | Johnny Laursen Christina Nielsen | Ferrari 458 Italia GT2 | LMGTE Am | 319   | 35e  | 6e         |

### Résultats enEuropean Le Mans Series
| Année | Écurie         | Châssis                | Moteur                | Classe | 1     | 2       | 3      | 4     | 5     | 6        | Position | Points |
| ----- | -------------- | ---------------------- | --------------------- | ------ | ----- | ------- | ------ | ----- | ----- | -------- | -------- | ------ |
| 2014  | Formula Racing | Ferrari 458 Italia GT3 | Ferrari 4,5 l V8 Atmo | GTC    | SIL 3 | IMO 1   | RBR 11 | LEC 2 | EST 2 |          | 2e       | 78.5   |
| 2015  | Formula Racing | Ferrari 458 Italia GT2 | Ferrari 4,5 l V8 Atmo | GTE    | SIL 6 | IMO 3   | RBR 1  | LEC 1 | EST 5 |          | 1re      | 83     |
| 2016  | Formula Racing | Ferrari 458 Italia GT2 | Ferrari 4,5 l V8 Atmo | GTE    | SIL 5 | IMO DNS | RBR 7  | LEC 2 | SPA 7 | EST Abd. | 9e       | 40     |